# Adrianus Catharinus Gerrit Vermeulen

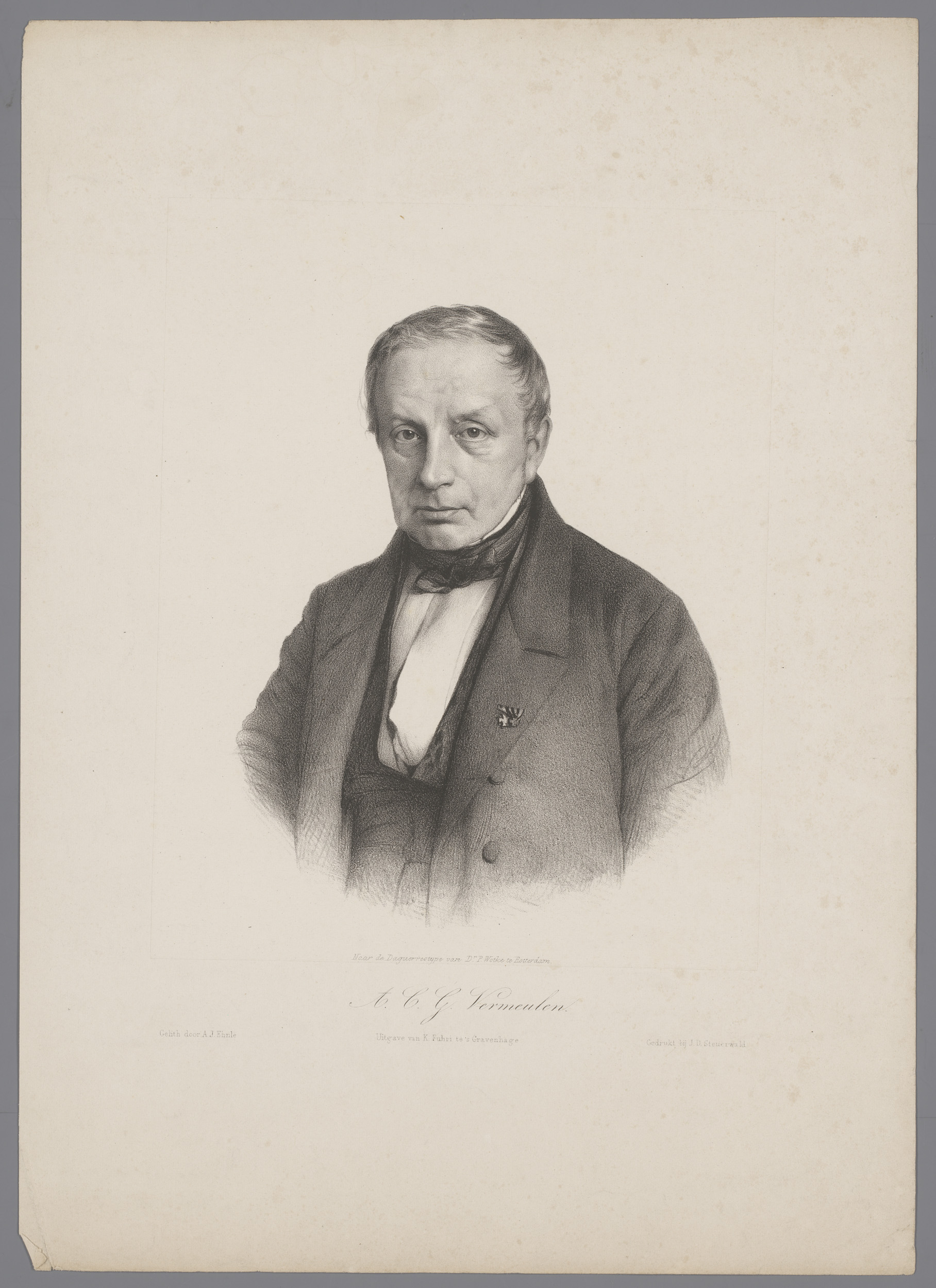
Tekening van Adrianus Johannes Ehnle naar foto van Peter Wotke (circa 1855)

Adriaan Catharinus Gerrit Vermeulen, voornamelijk bekend onder A.C.G Vermeulen, (Rotterdam, 14 november 1798 – Kralingen, 2 juli 1872) is een Nederlands onderwijzer, die van grote betekenis was voor de ontwikkeling van het muziekleven in Nederland.
Hij was zoon van Petronella Wilhelmina Bicker (dochter van Joanna Geertruida Caarten en medicus Lambertus Bicker) en Adrianus Gerardus Vermeulen, die hem wonende aan de Nieuwehaven op 25 november 1798 in de  Hervormde Kerk lieten dopen. Ze waren een jaar eerder getrouwd. Hijzelf bleef ongetrouwd. Hij woonde enige tijd aan de Coolsingel.
Van huis uit was hij classicus, opgeleid aan de Universiteit Leiden. Hij had zijn werkzaamheden binnen het onderwijs; vanaf maart 1822 conrector aan het Rijksatheneum Franeker en snel daarna december 1822 preceptor (leraar) en ook conrector aan het Erasmiaans Gymnasium in zijn geboortestad. Hij bekleedde die functie tot vlak voor zijn ziekte, die naar zijn dood zou leiden.
Een bezoek aan het "Rijnsche Muziekfeest" in Aken (1825) inspireerden hem om ook het Nederlands muziekleven naar een hoger niveau te brengen. Hij richtte daarop een eerste muziekschool op in Rotterdam (1826). Hij schakelde daarop gelijkgestemden in het land in. De samenwerking kreeg in november 1828 vastere vorm middels een rondgezonden circulaire en in april 1829 kwam er de eerste vergadering van de Maatschappij tot Bevordering der Toonkunst, De Maatschappij uit 1829 schreef bijvoorbeeld wedstrijden en prijsvragen uit en had een beurssysteem voor toelagen aan jonge talentvolle musici. Ze nam initiatieven voor het oprichten van koren en harmonieorkesten etc. Vermeulen was er zelf ook directeur van 1830 tot 1866. Het 25-jarig jubileum in 1854 verliep glansvol, net als het 75-jarig jubileum in 1904 in Utrecht.
Als gevolg van de oprichting van de maatschappij kwam ook in 1865 de (hernieuwde) "Muziekschool der Toonkunst" tot stand, die voor die tijd spraakmakende directeuren kreeg als Woldemar Bargiel (1865-1874), Friedrich Gernsheim (1874-1890), Richard von Perger (1890-1895), Joh.H. Sikemeier (1895-). Het ging in juli 1930 over in het Rotterdams Conservatorium onder leiding van Willem Pijper.
Hij reeg internationale onderscheidingen aaneen:
- 1844: Rome: Accademico Onorario di Santa Cecili (erelid)
- 1851: Stockholm: gouden medaille van koning van Zweden en Noorwegen
- 1851: Pruisen: ridder in de Orde van de Rode Adelaar
- 1855: Berlijn: erelid van de Koninklijke akademie van kunsten
- 1857: Saksen-Weimar: ridder in de Orde van de Witte Valk
- 1858: Rusland: diamanten ring van de Tsaar van Rusland
- 1861: Stockholm: erelid Koninklijke Muziekacademie van Stockholm
- 1869: Nederland: ridder in de Orde van de Nederlandse Leeuw

De Vereniging Toonkunst Nederland kent de "A.C.G. Vermeulen-premie"; een bijdrage voor uitvoeringen van bijzonder repertoire.
- Biografisch Portaal: 23882483
- Gemeinsame Normdatei: 117744158
- International Standard Name Identifier: 0000 0000 1363 8901
- Library of Congress Control Number: no2022068746
- Nederlandse Thesaurus van Auteursnamen: 070465630
- Virtual International Authority File: 27856716